# They Sure Don’t Make Basketball Shorts Like They Used To
Albums de Hoobastank
Forward
(2000)
They Sure Don't Make Basketball Shorts Like They Used To est le premier album studio du groupe Hoobastank sorti en 1998.

## Liste des titres
1. Earthsick - 3:50
2. Foot In Your Mouth - 3:14
3. Karma Patrol - 3:28
4. Stuck Without a Voice - 3:32
5. Can I Buy You a Drink - 3:56
6. Naked Jock Man - 3:26
7. Our Song - 4:02
8. The Mirror - 3:42
9. Educated Fool - 3:50
10. The Dance That Broke My Jaw - 9:04